# Takejoši Tanuma
Takejoši Tanuma (田沼 武能, Tanuma Takejoši, 18. února 1929 Tokio – 1. června 2022) byl japonský fotograf.

## Životopis
Byl nositelem Řádu kultury (jako první v oblasti fotografie), emeritní profesor Tokijského technologického institutu a předseda Japonské fotografické asociace. Poté, co pracoval pro Sun News Photos a Sun Tsushinsha, se stal profesorem na Filozofické fakultě Tokijského technologického institutu a pracoval jako předseda Japonské asociace fotografů. Spolupracoval s Červeným křížem, organizací UNICEF a fotografoval děti po celém světe. Od roku 1965 navštívil více než 120 zemí a regionů.
Jeho učitelem byl Ihei Kimura, kterému po jeho smrti vyfotografoval posmrtnou masku.

## Knihy s díly Tanumy
- Hiraki, Osamu a Keiiči Takeuči. Japan, a Self-Portrait: Photographs 1945–1964. Paříž: Flammarion, 2004. ISBN 2-08-030463-1. Takejoši Tanuma je jedním z jedenácti fotografů v této knize. Díla zde prezentovali také: Ken Domon, Hiroši Hamaja, Tadahiko Hajaši, Eikó Hosoe, Jasuhiro Išimoto, Kikudži Kawada, Ihei Kimura, Šigeiči Nagano, Ikkó Narahara a Šómei Tómacu.
- Feustel, Marc. Japonská poválečná fotografie, Hamaja Hiroši, Nagano Šigeiči a Takejoši Tanuma. Paříž: Studio Equis, 2005.